# Adalbert Ludwig Balling
Adalbert Ludwig Balling CMM (* 2. März 1933 in Gaurettersheim, Bütthard; † 10. Februar 2024 in Reimlingen) war ein deutscher römisch-katholischer Ordenspriester, Missionar und Autor.

## Leben und Werk
Von 1946 bis 1952 war Balling Internatsschüler in Miltenberg und Würzburg (Kilianeum, dort Abitur). 1952 trat er in den Orden der Mariannhiller Missionare ein (Noviziat in Mönchsdeggingen) und studierte von 1953 bis 1958 an der Universität Würzburg Philosophie, Psychologie und Theologie. Nach seiner Priesterweihe war er von 1958 bis 1965 Missionar in Rhodesien (heute: Simbabwe) und wirkte vor allem in der seit 1930 von den Mariannhiller Missionaren betreuten Embakwe-Mission bei Plumtree im Erzbistum Bulawayo. 
Von 1965 bis 1998 lebte er in Köln am Rhein, wo er als Lektor für den Kölner Bachem Verlag tätig war, als auch für die Katholische Nachrichten Agentur KNA. 

## Werke
- Der Trommler Gottes. Franz Pfanner, Ordensgründer und Rebell. Herder, Freiburg 1981.
- Binde deinen Karren an einen Stern. Bernhard Huss (1876–1948), Sozialreformer aus Liebe zu den Schwarzen. Vorwort von Georg Moser. Missionsverlag Mariannhill, Würzburg 1981.
- Eine Spur der Liebe hinterlassen. Pater Engelmar (Hubert) Unzeitig, Mariannhiller Missionar „Märtyrer der Nächstenliebe“ im KZ Dachau. Missionsverlag Mariannhill, Reimlingen und Würzburg 1984.
- Keine Götter, die Brot essen, sondern Brückenbauer zwischen Schwarz und Weiß. Missionsverlag Mariannhill, Würzburg 2001. (Über einen Bischof, zwei Patres, vier Brüder, zwei Ordensfrauen und die Missionsärztin Johanna Decker, die in Rhodesien/Simbabwe während der Bürgerkriegs-Unruhen ermordet wurden).
- Thandabantu – der Wandermönch von Triashill. Ägidius Franz Xaver Pfister (1876–1932) und die Sambesi-Mission im heutigen Simbabwe. Missionsverlag Mariannhill, Reimlingen 2002.
- Der braune Abt von Mariannhill. Nivard Georg Streicher (1854–1927), Architekt am Kap der Guten Hoffnung. Spuren-Suche. Ein Genie in der Mönchskutte. Missionsverlag Mariannhill, Würzburg 2003.

## Schriften
- Johanna Decker. In: Biographisch-Bibliographisches Kirchenlexikon (BBKL). Band 19, Bautz, Nordhausen 2001, ISBN 3-88309-089-1, Sp. 174–175 (Artikel/Artikelanfang im Internet-Archive).